# Хоменкове Перше
Хоменкове Перше (Хомівка, колишня Новопавлівка) — село в Україні, у Білокуракинській селищній громаді Сватівського району Луганської області.
Площа села 301,2 га. Хомівка є продовженням села Курячівки долиною річки Білої.

## Історія
Хутір засновано у XVIII ст. Основним заняттям населення було хліборобство, кушнірство (вичинка овечих шкур — смух), бортництво (розведення бджіл в штучних бортях-дуплах) в навколишніх лісах. До XIX сторіччя село носило назву Новопавлівка і належало князям Куракіним. Вже на початку XIX сторіччя через обтяжливі побори (3 карбованці 80 копійок з двору) селяни стали вільними, а землі села общинними. 1903 року забагатілі селяни скуповували землі в Білій балці й винаймали батраків для їх обробітку.
1925—1926 року землі та майно заможних селян були пограбовані та розділені місцевою біднотою. Під час Голодомору село зазнало значних людських втрат. Статус села надано 1947 року.
2005 року село газифіковано.

## Населення
Населення становить 151 особу в 77 дворах.
1885 року на колишньому державному хуторі Павлівської волості Старобільського повіту Харківської губернії мешкало 1168 осіб, було 129 дворових господарств. У 1914 році в селі проживало 1475 осіб.

## Вулиці
Назви вулицям в селі довгий час не присвоювались. 2002 року впорядковані та затверджені назви вулиць.

## Економіка
За радянських часів землі села входили до колгоспу «Заповіт Ілліча». На розпайованих сільськогосподарських землях в створено 2 фермерських господарства Меліса Бардаченка Петра Миколайовича і Інтер-Агро Куденка Сергія Васильовича.

## Транспорт
Село розташоване за 20 км від районного центру, з яким пов'язане асфальтованою дорогою, і за 3 км від залізничної станції Катран на лінії Валуйки — Кіндрашівська-Нова. Ще до 1977 року до села не було прокладено нормальних шляхів. У 1977 році була насипана 200 м гребля через заплаву річки Білої та споруджено місток. У 1980-х роках трасу було заасфальтовано.

## Культура
У міжвоєнні роки в сільській школі вчителювала родина Зажарських Семена та Варвари Олексіївни.

## Видатні особистості
- Буряк Варвара Фетисівна — доярка, кавалер двох орденів Леніна.